# Hisakazu Iwata
Hisakazu Iwata (* 17. prosince 1949 Kumamoto, Japonsko) je bývalý japonský zápasník–judista.

## Sportovní kariéra
Připracoval se na Meidžijské univerzitě v Tokiu. Po skončení vysokoškolských studií byl zaměstnancem Japonských oceláren. V japonské širší seniorské reprezentaci se pohyboval celá sedmdesátá léta v těžké a polotěžké váze. Jeho osobních technikou bylo seoi-nage prováděné zprava. Sportovní kariéru ukončil v roce 1979. Věnoval se trenérské práci.
pozn.: Ve stejném období zápasil v polotěžké váze jeho jmenovec/příbuzný Kacuhiko Iwata.

## Výsledky

### Váhové kategorie
| Turnaj               | 1971                   | 1972                   | 1973                   | 1974                   | 1975                   | 1976                   | 1977                   | 1978                   |
| Turnaj               | 22                     | 23                     | 24                     | 25                     | 26                     | 27                     | 28                     | 29                     |
| Turnaj               | polotěžká / těžká váha | polotěžká / těžká váha | polotěžká / těžká váha | polotěžká / těžká váha | polotěžká / těžká váha | polotěžká / těžká váha | polotěžká / těžká váha | polotěžká / těžká váha |
| -------------------- | ---------------------- | ---------------------- | ---------------------- | ---------------------- | ---------------------- | ---------------------- | ---------------------- | ---------------------- |
| Olympijské hry       |                        | —                      |                        |                        |                        | —                      |                        |                        |
| Mistrovství světa    | 3.                     |                        | —                      |                        | úč.                    |                        |                        |                        |
| Mistrovství Japonska | ?                      | ?                      |                        | ?                      | 2.                     | ?                      | ?                      | ?                      |

### Bez rozdílu vah
| Turnaj               | 1971 | 1972 | 1973 | 1974 | 1975 | 1976 | 1977 | 1978 |
| Turnaj               | 22   | 23   | 24   | 25   | 26   | 27   | 28   | 29   |
| -------------------- | ---- | ---- | ---- | ---- | ---- | ---- | ---- | ---- |
| Olympijské hry       |      | —    |      |      |      | —    |      |      |
| Mistrovství světa    | —    |      | —    |      | —    |      |      |      |
| Mistrovství Japonska | ?    | 2.   | ?    | ?    | ?    | ?    | ?    | ?    |